# Gábor Szűcs
Gábor Szűcs (* 25. September 1956 in Budapest) ist ein ehemaliger ungarischer Radrennfahrer und nationaler Meister im Radsport.

## Sportliche Laufbahn
Szűcs war Teilnehmer der Olympischen Sommerspiele 1976 in Montreal und 1980 in Moskau. 1976 startete er in der Einerverfolgung und wurde auf dem 16. Rang klassiert. 1980 bestritt er mit dem ungarischen Vierer die Mannschaftsverfolgung (12. Platz).
Sein erster internationaler Erfolg war der Gewinn der Silbermedaille in der Einerverfolgung bei den Europa-Meisterschaften der Junioren 1974 hinter Sergej Baranow. 1977 und 1978 gewann er mit seinem Vereinsvierer die ungarische Meisterschaft im Mannschaftszeitfahren. Er startete für den Verein KSI Budapest. 1983 siegte er im Eintagesrennen Giro delle Tre Province.